# Lena Ekberg
Lena Ekberg, född 1954, är en svensk språkvetare.

## Biografi
Ekberg är sedan 2003 professor i nordiska språk vid Lunds universitet. 2009–2012 var hon chef för Språkrådet. 2013–2017 var hon professor och föreståndare för Centrum för tvåspråkighetsforskning vid Stockholms universitet. 
Ekberg har bland annat forskat om grammatik i modern svenska, betydelseförskjutningar och om den så kallade förortssvenskan, svenska hos talare med andra modersmål. Förutom vid Lunds universitet har hon varit verksam vid Göteborgs universitet och Högskolan i Kristianstad.

## Utmärkelser, ledamotskap och priser
- Ledamot av Vetenskapssocieteten i Lund (LVSL, 1996)[1]